# Patrick Bürger
Patrick Bürger est un footballeur autrichien, né le 27 juin 1987 à Oberwart en Autriche. Il est attaquant.

## Palmarès
Vierge

## Statistiques
| Saison    | Club           | Pays                    | Championnat         | Coupes nationales | Coupes d'Europe | Autriche |
| --------- | -------------- | ----------------------- | ------------------- | ----------------- | --------------- | -------- |
| 2004-2005 | SV Mattersburg | Bundesliga              | 7 matchs / 1 but    | -                 | -               | -        |
| 2005-2006 | SV Mattersburg | Bundesliga              | 7 matchs            | -                 | 1 match         | -        |
| 2006-2007 | SV Mattersburg | Bundesliga              | 13 matchs / 1 but   | 2 matchs          | -               | -        |
| 2007-2008 | SV Mattersburg | Bundesliga              | 9 matchs            | -                 | 3 matchs        | -        |
| 2008-2009 | TSV Hartberg   | Regionalliga Mitte (D3) | 24 matchs / 9 buts  | -                 | -               | -        |
| 2009-2010 | TSV Hartberg   | Erste Liga              | 32 matchs / 18 buts | 2 matchs          | -               | -        |
| 2010-2011 | SV Mattersburg | Bundesliga              | 34 matchs / 14 buts | 3 matchs / 1 but  | -               | -        |
| 2011-2012 | SV Mattersburg | Bundesliga              | 35 matchs / 12 buts | 2 matchs / 2 buts | -               | 2 matchs |
| 2012-2013 | SV Mattersburg | Bundesliga              | 6 matchs / 2 buts   | 1 match / 1 but   | -               | -        |

Dernière mise à jour le 28 août 2012